# Craterostigma yaundense
Craterostigma yaundense är en tvåhjärtbladig växtart som först beskrevs av Spencer Le Marchant Moore, och fick sitt nu gällande namn av Fischer, Schäferhoff och Müller. Craterostigma yaundense ingår i släktet Craterostigma och familjen Linderniaceae. Inga underarter finns listade i Catalogue of Life.